# Kononenkove, Romnî
Kononenkove (în ucraineană Кононенкове) este un sat în comuna Plavînîșce din raionul Romnî, regiunea Sumî, Ucraina.

## Demografie
Componența lingvistică a localității Kononenkove
     Ucraineană (96,3%)
     Rusă (3,7%)
Conform recensământului din 2001, majoritatea populației localității Kononenkove era vorbitoare de ucraineană (96,3%), existând în minoritate și vorbitori de rusă (3,7%).